# Бутирки (Вадінський район)
Бути́рки (рос. Бутырки) — присілок у складі Вадінського району Пензенської області, Росія.
Населення — 42 особи (2010; 75 у 2002).
Національний склад станом на 2002 рік:
- росіяни — 99 %